# Pedro Mariano
Pedro Camargo Mariano (São Paulo, 18 de abril de 1975) é um cantor, compositor e instrumentista brasileiro. Ele é filho da cantora Elis Regina e do pianista César Camargo Mariano, sendo assim irmão da cantora Maria Rita e meio-irmão do produtor João Marcello Bôscoli, do instrumentista Marcelo Camargo Mariano e da produtora Luísa Camargo Mariano.

## Biografia
Segundo filho de Elis Regina e o primeiro dela com César Camargo Mariano, aos 12 anos pisou no palco pela primeira vez. Algum tempo depois participou, com a sua banda Confraria, do Festival do “Fico”, do “Festival Cultura Inglesa” e do “Festivalda” ganhando, em todos, na categoria de melhor banda.
Em 1994 Pedro optou pela carreira solo, deixando então a banda Confraria. Passou a selecionar seu próprio repertório, gravar demos e fazer jingles.
Em 2015, foi convidado para ser presidente do corpo de jurados técnicos do quadro "Mulheres que Brilham", do Programa Raul Gil, que teve como vencedoras Angélica Kerr, Carla Maués e Thais Fonseca e Ludy Rocha, com quem ele fez um dueto no encerramento do quadro cantando a canção “Livre Pra Viver”.

## Carreira
Foi em 1995 que Pedro Mariano realizou sua primeira gravação em CD no projeto João Marcello Bôscoli & Cia, originalmente lançado pela Sony Music, com as participações de Wilson Simoninha, Cláudio Zoli, Milton Nascimento e Cesar Camargo Mariano, que assinou a produção de "Essa Menina". Neste disco consta a sua participação como solista nas canções "Acredite ou Não", "Ventos do Norte", a regravação de "Noite do Prazer" e a versão ao vivo de "Como Nossos Pais". Dois anos mais tarde, viria o seu primeiro disco de título homônimo, assinando Pedro Camargo Mariano (1997), também coproduzido por seu irmão. Possui releituras de "Triste" (Tom Jobim), "As Curvas da Estrada de Santos"(Erasmo Carlos - Roberto Carlos) e "Pro Dia Nascer Feliz (Roberto Frejat - Cazuza). A faixa de trabalho, que acabou fazendo parte da trilha sonora da novela global Anjo de Mim "Lua pra Guardar", composta por Léo Henkin (o mesmo autor de "Encontros Amargos").
Em 1999 participou do projeto Som Brasil Cazuza televisionado pela Rede Globo, juntamente com Sandra de Sá, Simone, Paulo Ricardo e Kid Abelha (dentre outros grandes nomes da MPB), onde interpretou "Preciso Dizer que Te Amo" ao vivo. Em 2000 lançou o álbum Voz no Ouvido pela Trama, onde conquistou o seu primeiro disco de ouro, em 2002 lançou Intuição e em 2003 lançou, juntamente com seu pai, César Camargo Mariano, o CD e DVD Piano e Voz, também pela gravadora Trama, com faixas como: "Deixar Você", "Dupla Traição", "Caso Sério" e "Se Eu Quiser Falar Com Deus". No mesmo ano, junto a Fernanda Takai e Bukassa, gravou a música tema do seriado Ilha Rá-Tim-Bum, onde também narrou a história como o personagem "Né".
No ano de 2004, a faixa "A Medida da Paixão", composta por Lenine e Dudu Falcão entrou para a trilha sonora da novela global Senhora do Destino. Este disco, intitulado Incondicional sairia anos mais tarde, já pelo selo do próprio cantor. Também fora escalado para participar do projeto Um Barzinho Um Violão Volumes 3 e 4
Em 2005, assina novo contrato com a Universal Music gravando o álbum Pedro Mariano ao Vivo em comemoração aos seus dez anos de carreira, com as participações especiais de Luciana Mello e Sandy Leah. O show foi gravado no Teatro Alpha, em São Paulo.
Em 2006 participou da gravação do DVD RoupaAcústico 2.
Em maio de 2007, Pedro lança um álbum com material inteiramente inédito Pedro Mariano 2007, gravado apenas com um quarteto de guitarra, baixo, bateria e teclados. Fez shows em São Paulo e no Rio de Janeiro para seu lançamento. Dedicou o disco à sua filha Rafaela. O disco também recebeu indicação ao prêmio Grammy Latino na categoria Melhor Álbum de Pop Contemporâneo Brasileiro.
Em 2008 gravou participação no DVD do projeto "Um Barzinho, um Violão- Novela 70" com a música "Beijo Partido" de Toninho Horta.
Em 2009 lança o CD Incondicional e excursiona com a turnê, cumprindo outro papel, o de inaugurar seu próprio selo, Nau. Esse disco é uma retomada de seu projeto de 2004 e inclui a faixa "A Medida da Paixão".
Em 2011, dois anos depois de conquistar sua independência dentro do universo fonográfico, chega às lojas 8, o oitavo álbum de Pedro Mariano e o primeiro totalmente realizado pelo selo Nau.
No ano de 2012, lança o projeto Elis Por Eles, uma homenagem a sua sua mãe Elis Regina, concebida por vozes apenas masculinas e marcantes. Pedro Mariano, diretor do espetáculo, convidou 14 cantores brasileiros, entre eles Jair Rodrigues, Chitãozinho e Xororó, Emílio Santiago, Cauby Peixoto, Diogo Nogueira, Jair Oliveira e Lenine. A ideia de escolher somente homens, foi para salientar a força da obra de Elis Regina, que influenciou e influencia gerações e que não se restringe ao universo feminino.
Em 2013 Pedro Mariano colocou em prática um grande sonho: gravar um CD e DVD ao vivo, acompanhado de uma orquestra. A vontade do artista em ouvir músicas de seu repertório e de outros intérpretes, orquestradas.  No repertório estão canções que fazem parte da carreira de Pedro, como: ”Simplesmente"(Samuel Rosa e Chico Amaral), “Pra você dar o nome” (Tó Brandileone), “Simples” (Jair Oliveira). Estão no repertório também músicas consagradas de artistas como Ivan Lins, Lulu Santos, Gonzaguinha e Jorge Drexler.
Em 2018 apresentou, ao lado de Luciana Melo, o programa especial "O Fino da Bossa" na Record TV, em comemoração aos 65 anos da emissora.

## Vida pessoal
É casado com a empresária Patricia Fano. Os dois são pais de Rafaela, nascida em 2006.

## Discografia
- 1997: Pedro Camargo Mariano (Sony Music) - 15 mil cópias
- 2000: Voz no Ouvido (Trama)  - 100 mil cópias
- 2002: Intuição (Trama) 70 mil cópias
- 2003: Piano e Voz (Trama)  20 mil cópias
- 2005: Pedro Mariano Ao Vivo (Universal)  15 mil cópias
- 2007: Pedro Mariano (Universal)  15 mil cópias
- 2009: Incondicional (EMI - Nau)
- 2011: Pedro Mariano - 8 (Nau - LAB 344)
- 2014: Pedro Mariano e Orquestra (Nau - LAB 344)

## Participações em outros discos
- 1995: João Marcello Bôscoli & Cia (Sony Music)
- 1995: Som Brasil Cazuza (Som Livre)
- 1996: Olhos da Noite de Rafael Altério faixa sol e lua
- 1997: Anjo de Mim - faixa Lua pra Guardar
- 1998: Agita Brasil - Revista Placar - Faixa Romário
- 1999: Tributo Tim Maia  (faixa: "Descobridor dos 7 Mares")
- 1999: Tributo Tim Maia (Som Livre)
- 2000: Artistas Reunidos (Trama)
- 2000: Criminal D+ Gangue de Rua - O conteúdo do Sistema - Faixa: Crime Sem Perdão (Participação nos vocais)
- 2000: Deus abençoe as crianças - Projeto do Centro de Apoio a Criança Carente com Câncer - Faixa - Barato
- 2001: X - Um Homem Só - Só Mais um Dia (Participação nos vocais)
- 2002: Sabor da Paixão - Faixa "Você vai ver" com Zélia Duncan
- 2002: Luciana Mello - Olha pra Mim -  (faixa: "Por Amor a Você")
- 2002: Ilha Rá-Tim-Bum (trilha sonora) -  (faixa: "Ilha Rá-Tim-Bum")
- 2002: JP Remixes (Jovem Pan) - (faixas: Pode Ser; Tem Que Ser Agora)
- 2002: Ciranda Brasileira - Projeto Nutrir (Nestlé) Faixa Cavaleiros
- 2003: Lulu Santos - Bugalu -  (faixa: "As Escolhas")
- 2003: Lonas Acústico com Jair Oliveira e Max Vianna - Faixa Hoje eu quero sair só
- 2004: Um Barzinho, Um Violão Volumes 3 e 4 -  (faixas: "Se" e "Superwoman")
- 2004: Um Barzinho, Um Violão Jovem Guarda (faixa: "Se Você Pensa")
- 2004: João Bosco Songbook  Volume 3 (faixa: "Jade")
- 2004: Senhora do Destino/Trilha Sonora - (faixa: "Medida da Paixão")
- 2004: Águas do Caribe - Don Betto - Faixa Pensando Nela
- 2006: Roupa Nova RoupaAcústico 2 - (faixa: "É Cedo")
- 2006: Casa da Bossa: Homenagem a Tom Jobim -  (faixa: "Só Tinha de Ser com Você")
- 2007: Trilha Sonora Eterna Magia - Faixa Eu sonhei que tú estavas tão linda
- 2008: Um Barzinho, Um Violão: Novela 70 (faixa: "Beijo Partido")
- 2009: Grandes Pequeninos - Jair Oliveira e Tania Kalil - Faixa Cadê o Manual
- 2009: Cara - Claudio Lins - Faixa Teatrinho
- 2009: Saia Rodada de Edu Martins - Faixa Riscos
- 2009: Festa para um Rei Negro - Jair Rodrigues - Faixas Mascarada e Sonho de Carnaval com Luciana Mello e o Conde com o Jair Rodrigues
- 2010: S de Samba Futebol Clube  (faixa: "Aquele Gol")Projeto Digital
- 2010: Sweet face of love - Jane Duboc - faixa Fire and Ice (versão de Campo Minado)
- 2011: Os Intocáveis - Camorra - Faixa Perto Demais
- 2011: Música de Graça - Projeto Digital - Sei de Mim com Luiza Possi e violão Conrado Goys
- 2012: Elis por Eles (faixa: "O Bêbado e a Equilibrista" e "Redescobrir")
- 2013: Thiago Varzé - Tempo de Ser - (Faixa: "A Voz do Brasil")
- 2013: Mais forte que o tempo - Faixa Um sonho a Dois com Roberta Sá
- 2013: Jair Oliveira 30 anos - Faixa Voz no Ouvido e Bateria momento Artistas Reunidos